# Furcifer balteatus
Furcifer balteatus là một loài thằn lằn trong họ Chamaeleonidae. Loài này được Duméril & Bibron mô tả khoa học đầu tiên năm 1851.

## Hình ảnh

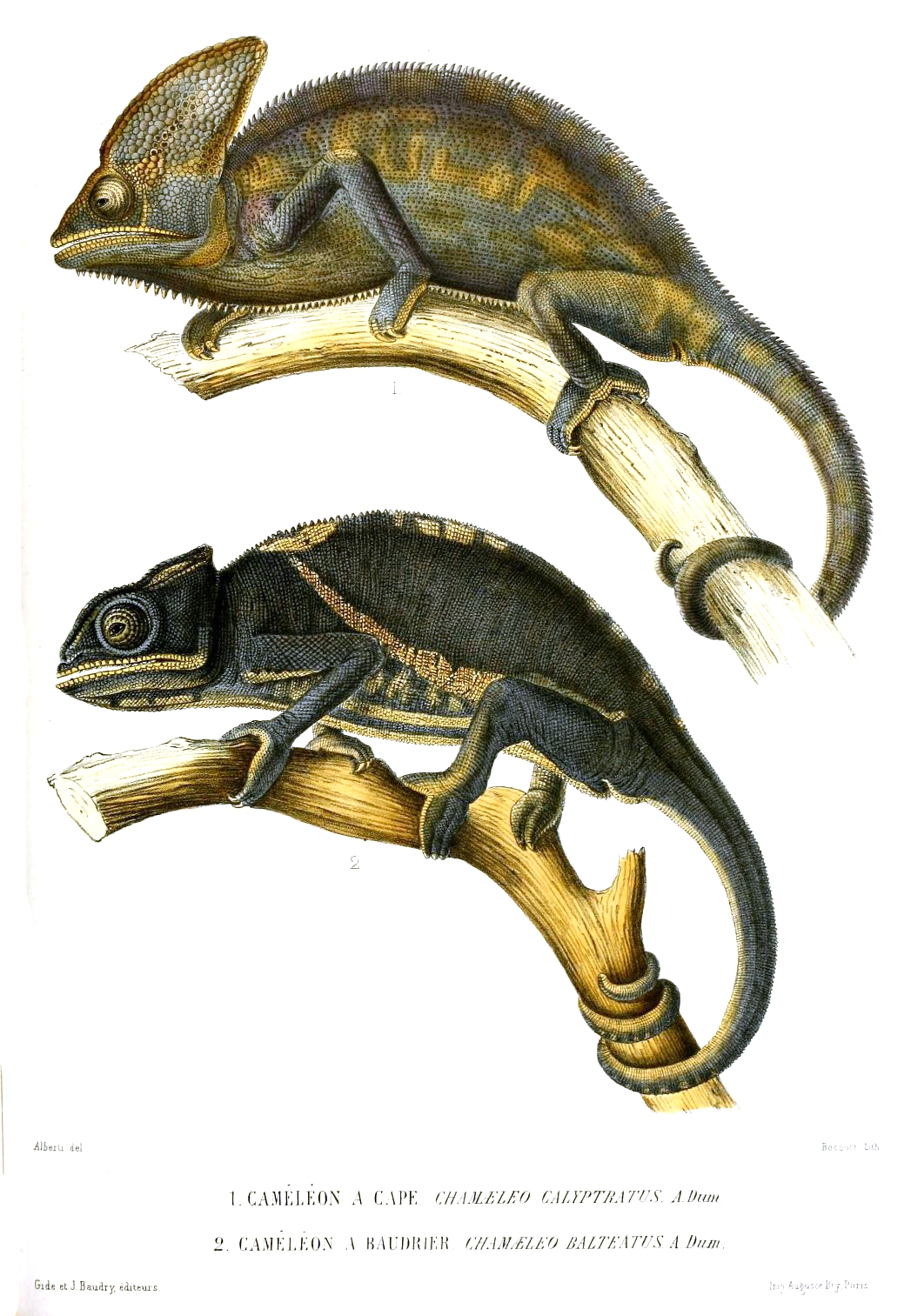